# Dalfoss
Dalfoss (in lingua islandese: cascata della valle) è una cascata alta 10 metri, situata nella regione del Norðurland vestra, nella parte nord-occidentale dell'Islanda.

## Descrizione
La cascata è situata nella valle Forsæludalur lungo il corso del fiume Vatnsdalsá, che in questo punto ha una larghezza di 15 metri e cade tra rocce scure con un salto di circa 10 metri in una zona molto verde.
Lungo il corso del fiume ci sono in totale 11 cascate.

## Accesso
Per accedere alla cascata, partendo da Blönduós si segue la Hringvegur, la grande strada ad anello che contorna l'intera isola, e quindi la strada S722 Vatnsdalsvegur proseguendo fino alla fine del percorso e di qui si prende la stradina 7215 per la fattoria dove Gretir il Forte lottò contro uno Draugr, uno spirito non morto. Dalla fattoria occorre proseguire a piedi per circa 2,5 km risalendo il corso del fiume.
A fianco della fattoria, prima di arrivare alla Dalfoss, si incontra la piccola cascata Stekkjarfoss. Proseguendo poi il percorso a monte di Dalfoss si incontra dopo 1 km la cascata Skessufoss, seguita dalla Kerafoss e infine dalla Rjukandi. Tra queste ci sono altre 4 cascate minori.